# La sposa americana (romanzo)
La sposa americana è un romanzo, scritto da Mario Soldati e pubblicato nel 1977. Nell'anno successivo, il romanzo ha vinto il Premio Napoli e in seguito ha ispirato un film omonimo.
Il libro è stato tradotto in inglese, finlandese, spagnolo, ungherese, sloveno, tedesco e francese.

## Trama
Edoardo Talucci è un giovane e promettente studioso di letteratura americana. A circa 27 anni, nel 1961, riceve il suo primo incarico negli Stati Uniti, dove si trasferisce. Approdato a una modesta cittadina della Nuova Inghilterra, si innamora ben presto di una giovanissima inserviente della mensa universitaria: Edith Sladek. La ragazza è di famiglia cattolica cecoslovacca e non ha potuto completare gli studi, per mancanza di mezzi economici. L'unico fratello di Edith, Vaclav, è arruolato in Marina ed entrambi aiutano i genitori, assai poveri e poco integrati.
Edith ha anche una grande amica, italoamericana, Anna Russo. Le due ragazze intrattengono una fitta corrispondenza, dato che Anna ha abbracciato la carriera del Varietà. Edoardo, che non ha mai visto Anna, ne è istintivamente geloso. Ma quando Edith acconsente a sposarlo, egli scopre di essere stato preceduto dal matrimonio di Anna con Vaclav. Così avviene in Italia, dopo la cerimonia che unisce Edith e Edoardo, che le due coppie si conoscano e che compiano insieme il viaggio di nozze a Venezia.
Il viaggio di nozze mette in risalto una certa complicità nata tra Edoardo e Anna. Attirato dalla profonda femminilità della cognata, Edoardo non giunge ancora al tradimento, ma si chiede cosa possa aver unito Anna e Vaclav, del quale fino ad allora, Edith sospettava l'omosessualità. Il ritorno negli USA segna per Edoardo l'adesione all'America (chiede la cittadinanza), mentre la coppia Vaclav-Anna si sgretola di fronte ai lunghi imbarchi dell'uomo e alle sue bugie a proposito di un futuro a New York. Così Anna deve vivere sempre in prossimità della propria madre e dell'inossidabile amica Edith. Ed è un gioco da ragazzi per Edoardo e Anna amarsi e congiungersi in mille circostanze. A sua volta Edoardo è convinto che anche Edith lo tradisca e vive un sogno a sua misura.
Finché si palesa senza possibilità di errore l'omosessualità di Vaclav, fatto che mette Anna nella condizione di chiedere il divorzio e di cercarsi altri appoggi, in vista di una riuscita professionale. Edoardo dovrebbe farsi avanti e divorziare a sua volta, ma Anna non glielo permette, dicendogli che non di lei, ma della povera Edith egli è innamorato e tutto il resto è solo un baloccarsi. La donna ha ragione, ma soprattutto è veramente leale alla sua amica fraterna e la protegge con lungimiranza, comprendendo che Edoardo può dare molto, quando non è travolto dalla vanità.
Si alternano periodi di lontananza e di prossimità. Stabilitisi in California, Edoardo e la moglie sognano di avere un figlio. Arriva invece Anna, che prende alloggio da loro. In quel periodo, Edith si allontana per una settimana, accampando impegni di lavoro, e la sua responsabile conferma l'incarico. Ecco dunque una settimana di bagordi per l'ignaro Edoardo che, al ritorno della moglie, conosce una verità scioccante: Edith è incinta, ma la gravidanza presenta rischi elevatissimi. La settimana di lavoro in trasferta altro non era che un ricovero in clinica e Anna e la principale hanno aiutato Edith a sviare Edoardo che, vano come al solito, aveva escogitato una realtà a sua immagine e non si era accorto dei problemi di Edith. Colpita da un cancro al cervello, Edith non lascia più il letto sino alla dipartita, lasciando Edoardo solo e in balia dei suoi rimpianti.

## Opere derivate
Nel 1986 è uscito il film La sposa americana, diretto da Giovanni Soldati, con Stefania Sandrelli; musiche di Gino Paoli.

## Edizioni
- M. Soldati, La sposa americana, A. Mondadori, Milano 1977;
- M. Soldati, La sposa americana, con un saggio introduttivo di Bruno Falcetto, A. Mondadori, Milano 2007;